# Pixies at the BBC
Pour les articles homonymes, voir At the BBC.
Albums de Pixies
Death to the Pixies
(1997) Complete 'B' Sides
(2001)
Pixies at the BBC est un album-compilation regroupant toutes les sessions radios qu'a effectuées le groupe de rock indépendant Pixies à la BBC. Sorti en 1998 sur le label 4AD, cinq années après la séparation du groupe, cette compilation rassemble différents passages radiophoniques du groupe de Boston entre les années 1988 et 1991, diffusées pour la majeure partie d'entre elles lors des émissions de l'animateur londonien John Peel. Toutes les chansons sont écrites par Black Francis, excepté la première, Wild Honey Pie qui est une reprise des Beatles, et la quinzième et dernière chanson de l'album. Celle-ci, intitulée (In Heaven) Lady in the Radiator Song a été écrite par Peter Ivers et David Lynch pour le film Eraserhead.

## Liste des morceaux
1. Wild Honey Pie (John Lennon, Paul McCartney) – 1:52
2. There Goes My Gun – 1:25
3. Dead – 1:30
4. Subbacultcha – 2:08
5. Manta Ray – 2:15
6. Is She Weird – 2:52
7. Ana – 2:14
8. Down to the Well – 2:31
9. Wave of Mutilation – 2:22
10. Letter to Memphis – 2:33
11. Levitate Me – 2:18
12. Caribou – 3:18
13. Monkey Gone to Heaven – 2:57
14. Hey – 3:17
15. (In Heaven) Lady in the Radiator Song (Peter Ivers & David Lynch) – 1:5

## Dates d'enregistrement et de diffusion des chansons
- Chansons 1, 11, 12, 14 et 15 - Enregistrées pour l'émission de John Peel, le 3 mai 1988, diffusées pour la première fois le 16 mai 1988.
- Chansons 2, 3, et 5 - Enregistrées pour l'émission de John Peel, 9 octobre 1988, diffusées pour la première fois le 18 octobre 1988.
- Chansons 4 et 10 - Enregistrées pour l'émission de John Peel, 28 juin 1991, diffusées pour la première fois en juin ou août 1991.
- Chanson 6 - Enregistrées pour l'émission de John Peel, 11 juin 1990, diffusées pour la première fois le 10 août 1990.
- Chansons 7 et 13 - Enregistrées pour l'émission de Mark Goodier show, 18 août 1990, diffusées pour la première fois le 20 août 1990.
- Chansons 8 et 9 - Enregistrées pour l'émission de John Peel, 16 avril 1989, diffusées pour la première fois le 2 mai 1989.